# Eilema ilemimorpha
Eilema ilemimorpha là một loài bướm đêm thuộc phân họ Arctiinae, họ Erebidae.